# Newton Heath LYR F.C. mùa bóng 1884–85
Mùa giải 1884-1885 là mùa giải bóng đá thứ hai của câu lạc bộ Newton Heath LYR. Sau khi tham gia Lancashire Cup lần đầu tiên vào năm trước, Newton Heath LYR đã lọt đến vòng thứ hai ở mùa này. Tuy nhiên, mùa giải này là lần cuối cùng câu lạc bộ tham gia cho đến năm 1889.
Đội bóng cũng chơi ở giải Manchester và District Challenge Cup lần đầu tiên vào năm 1885, và tìm thấy thành công nhiều hơn trong giải Lancashire Cup; Đội bóng lọt vào chung kết lần đầu tiên, nơi họ thua 3-0 bởi đội bóng Hurst. Ngoài trận chung kết, Đội bóng ghi được ba bàn thắng hoặc nhiều hơn trong mỗi vòng của cuộc thi.

## Lancashire Cup
Đội bóng tham gia giải Lancashire Cup lần đầu tiên và Đội bóng bị Blackburn Olympic dễ dàng đánh bại mặc dù chơi với đội hình dự bị. Mùa giải 1884-1885, Newton Heath LYR gặp Haydock Temperance ở vòng 1, Đội bóng được chơi tại sân nhà North Road. Trận đấu này, Đội bóng đã giành chiến thắng 4-0 và thiết lập một cuộc đụng độ với Baxenden vào tháng sau. Tuy nhiên, Baxenden chứng tỏ là đối thủ khó khăn hơn Haydock và đánh bại Newton Heath LYR với tỷ số 4-1.
| Thời gian            | Vòng   | Đối thủ            | H/A | Kết quả Bt-Bb | Cầu thủ ghi bàn | Lượng khán giả |
| -------------------- | ------ | ------------------ | --- | ------------- | --------------- | -------------- |
| 20 tháng 9 năm 1884  | Vòng 1 | Haydock Temperence | H   | 4 – 0         | Không rõ        |                |
| 25 tháng 10 năm 1884 | Vòng 2 | Baxenden           | A   | 1 – 4         | Không rõ        |                |

## Manchester và District Senior Cup
Mùa giải 1884–85 của Manchester Cup là bước đột phá đầu tiên Newton Heath trong cuộc cạnh tranh. Giải đấu dành cho các đội trong và xung quanh khu vực Manchester, quy mô hẹp hơn so với Lancashire Cup, do đó hạn chế số lượng các đội mạnh mà Newton Heath sẽ chống lại họ. Mặc dù ít tham vọng từ câu lạc bộ, giải đấu này cũng mang đến cho Đội bóng một cơ hội nhiều khả năng có thành tích ấn tượng.
Đối thủ đầu tiên của Đội bóng trong giải đấu là Eccles, Đội bóng mà Newton Heath đánh bại 3-2 tại North Road vào ngày 31 tháng 5 năm 1885. Tuy nhiên, Eccles kêu gọi chống lại kết quả trận đấu, họ tuyên bố rằng bàn thắng thứ ba của Newton Heath là không hợp lệ và không khuất phục. Trận đấu đã được tái hiện hai tuần sau đó tại Henrietta Street - Old Trafford, là sân nhà của câu lạc bộ Hiệp hội Manchester. Lần này, Newton Heath thắng trận 3-0, đưa ra kết quả chắc chắn.
Ở vòng thứ hai, Đội bóng được đọ sức với ứng cử viên cho chiếc cúp là đội Manchester. Tuy nhiên, mặc dù là đội chủ nhà, Manchester đã không thể khuất phục trước Newton Heath, Đội bóng đã loại bỏ họ với tỷ số 3-0. Các cầu thủ của Newton Heath ghi bốn bàn thắng trong trận bán kết với Owens College (sau này trở thành trường Đại học Manchester), với chiến thắng 4-3 để đưa Đội bóng lần đầu tiên vào vòng đấu cuối cùng. Đối thủ trong trận chung kết là đội Hurst, diễn ra tại sân Whalley Range ở phía nam Manchester. Những người ngoại đạo bước vào trận đấu với hy vọng cao, với những chiến thắng ấn tượng trong các vòng trước đó, nhưng cuối cùng Đội bóng thất bại với tỷ số 3-0.
| Thời gian           | Vòng          | Đối thủ                | H/A/N         | Tỷ số Bt-Bb    | Người ghi bàn                 | Số lượng khán giả |
| ------------------- | ------------- | ---------------------- | ------------- | -------------- | ----------------------------- | ----------------- |
| 31 tháng 1 năm 1885 | Vòng 1        | Eccles                 | H             | 3 – 2          | không rõ                      | 400               |
| 14 tháng 2 năm 1885 | Vòng 1 đá lại | Eccles                 | N             | 3 – 0          | T. Davies, Blears, Gotheridge |                   |
| 7 tháng 3 năm 1885  | Vòng 2        | Manchester             | A             | 3 – 0          | T. Davies, Jordan, Blears     |                   |
| 18 tháng 4 năm 1885 | Bán kết       | Dalton Hall Owens Col. | Hurst         | 4 – 3 (a.e.t.) | Howles, T. Davies (2), Earp   | 3.000             |
| 25 tháng 4 năm 1885 | Chung kết     | Hurst                  | Whalley Range | 0 – 3          |                               | 3.500             |